# Parastemon
Parastemon là một chi thực vật thuộc họ Chrysobalanaceae.
Bao gồm các loài:
- Parastemon urophyllus, (A. DC.) A. DC.